# Arisierung

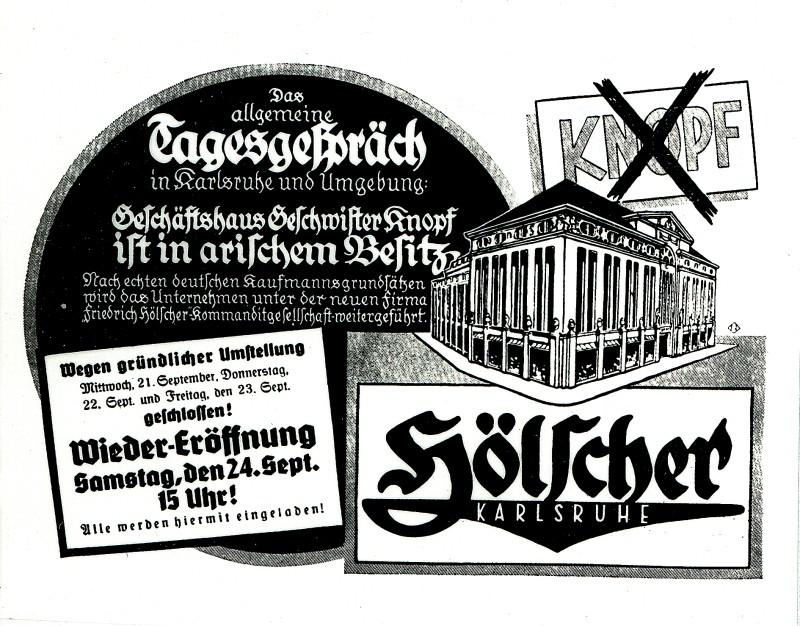
„Kaufhaus Geschwister Knopf in arischem Besitz“, Anzeige in Der Führer vom 22. September 1938

Arisierung (abgeleitet von „Arier“) oder Entjudung nannten die Nationalsozialisten die Verdrängung von Juden und „jüdischen Mischlingen“ aus Handel, Gewerbe, Wohnungen, Häusern und Wissenschaft im Sinne der Nürnberger Gesetze. Sie fand von 1933 bis 1945 im Deutschen Reich sowie angeschlossenen und besetzten Ländern statt und wird heute in der Regel als „Raub“ eingeordnet. Meist wurde sie zwar formell als ordnungsgemäßer „Verkauf“ inszeniert, dieser geschah jedoch unter erheblichen faktischen und/oder behördlichen Zwängen, sodass Verkäufer nur selten einen angemessenen Preis erzielen konnten. Dadurch erzielten einzelne Personen erhebliche Vermögenszuwächse; für die betroffenen Juden bedeutete es meist den Verlust großer Vermögensteile und ihrer beruflichen Existenz. Die Leiter der Landessippenämter sowie insbesondere protestantische Pastoren und die Evangelisch-lutherische Kirche spielten bei der Vorbereitung eine wesentliche Rolle, denn sie waren u. a. verantwortlich für Ariernachweise, Familien- und bäuerliche Höfe-Forschung, Wanderungsbewegungen sowie biographische und lokale Kulturforschung. In diesen Funktionen waren sie als Schreibtischtäter wesentlich beteiligt und verantwortlich für die NS-Propaganda im Allgemeinen und die Durchsetzung der NS-Rassenpolitik im Besonderen.
Von den oft unter Zwang erfolgten Verkäufen zu unterscheiden sind die Konfiszierung jüdischen Eigentums zugunsten des Staates, die teilweise parallel erfolgte, und die „freiwilligen“ Notverkäufe der Betroffenen, um den Zwangsmaßnahmen zuvorzukommen, oft auch in Zusammenhang mit der Vorbereitung und Finanzierung einer Emigration (siehe auch Reichsfluchtsteuer).
Arisierung und Konfiszierung waren Teil der Judenverfolgung im Deutschen Reich. Ein Teil der im Deutschen Reich als Juden Verfolgten emigrierte ins Ausland; bei einem anderen Teil misslang die Flucht aufgrund bürokratischer Hürden (z. B. steuerliche Unbedenklichkeitsbescheinigung) des NS-Regimes oder aufgrund von Problemen bei der Ausstellung von Einreise-Visa. Andere entschieden sich gegen eine Flucht oder hatten nicht die finanziellen Mittel dazu. Die meisten Nicht-Emigrierten sowie jene, die im Zuge der Expansion des NS-Regimes wieder unter deutsche Herrschaft gekommen waren, wurden ab Oktober 1941 in Vernichtungslager im Osten deportiert und dort ermordet.
Außerdem wurde und wird der Begriff verwendet, um die Vertreibung oder Vernichtung jüdischer Kulturschaffender und Wissenschaftler zu benennen. Attraktive bzw. begehrte Positionen (z. B. Stellen als Professoren an Universitäten oder Dirigenten) wurden mit Nichtjuden besetzt, nachdem der vorherige jüdische Stelleninhaber die Position nicht mehr innehatte (Kündigung, vorzeitige Versetzung in den Ruhestand oder anderes). Die Arisierung der Forschung beinhaltete unter anderem die Enteignung bestehender Patente. Die Autorenschaft jüdischer Autoren wurde auf arische Personen übertragen, oft auch im Zuge des Besitzwechsels an Buchverlagen.
Ab 1933 wurden diskriminierende Gesetze und Verordnungen erlassen, um die „Entjudung“ des wirtschaftlichen und gesellschaftlichen Lebens in Deutschland juristisch zu untermauern.

## Begriff
Der Begriff entstand im Umfeld des völkischen Antisemitismus in den 1920er Jahren. Im Nationalsozialismus beschrieb er den Prozess der schrittweisen Verdrängung der Juden aus dem Wirtschaftsleben und den damit verbundenen Enteignungsprozessen (Entjudung) und Aneignungsprozessen (Arisierung). Dabei umfasste der Prozess nicht nur die Übereignung eines Betriebes oder Geschäftes von einem jüdischen auf einen nichtjüdischen Eigentümer, sondern auch den Verlust des größten Teils des Privatvermögens, wie Bargeld, Wertpapiere, Schmuck, Hausrat, Möbel, Kunstwerke, Grundstücke und Wohnungen.
In der historischen Forschung wird der Begriff teilweise ausgedehnt auf die materielle und soziale Enteignung der Juden in der Zeit des Nationalsozialismus bis hin zur Zwangsarbeit der Juden. Teilweise wird der Begriff vermieden und verhüllend ersetzt durch euphemistische Benennungen wie Vermögensentziehung, Verdrängung aus der Wirtschaft, Liquidation und Geschäftsaufgabe jüdischer Betriebe.
Für die Zeit von 1933 bis 1938 spricht man von einer Phase der freiwilligen Arisierung. Die massiv zum Verkauf genötigten Personen konnten in den meisten Fällen noch entscheiden, mit welchen Personen bzw. Privatfirmen sie einen Kaufvertrag abschließen wollten, und auch die Konditionen des Verkaufs waren noch weitgehend ohne behördlichen Einfluss offiziell frei verhandelbar. Die Phase der sogenannten wilden Arisierung unter physischem Zwang begann 1938 in Österreich nach dem Anschluss Österreichs und in Deutschland rund um die Novemberpogrome und der anschließenden Verschleppung der Aktionsjuden in die KZ. Ende 1938 wurde durch staatliche Verordnungen zur staatlichen zwangsweisen Arisierung übergegangen, da das Dritte Reich nach dem Abschluss des Münchner Abkommens seine außenpolitisch bedingte Zurückhaltung aufgab.

## Geschichte

### Beginn ab 1933

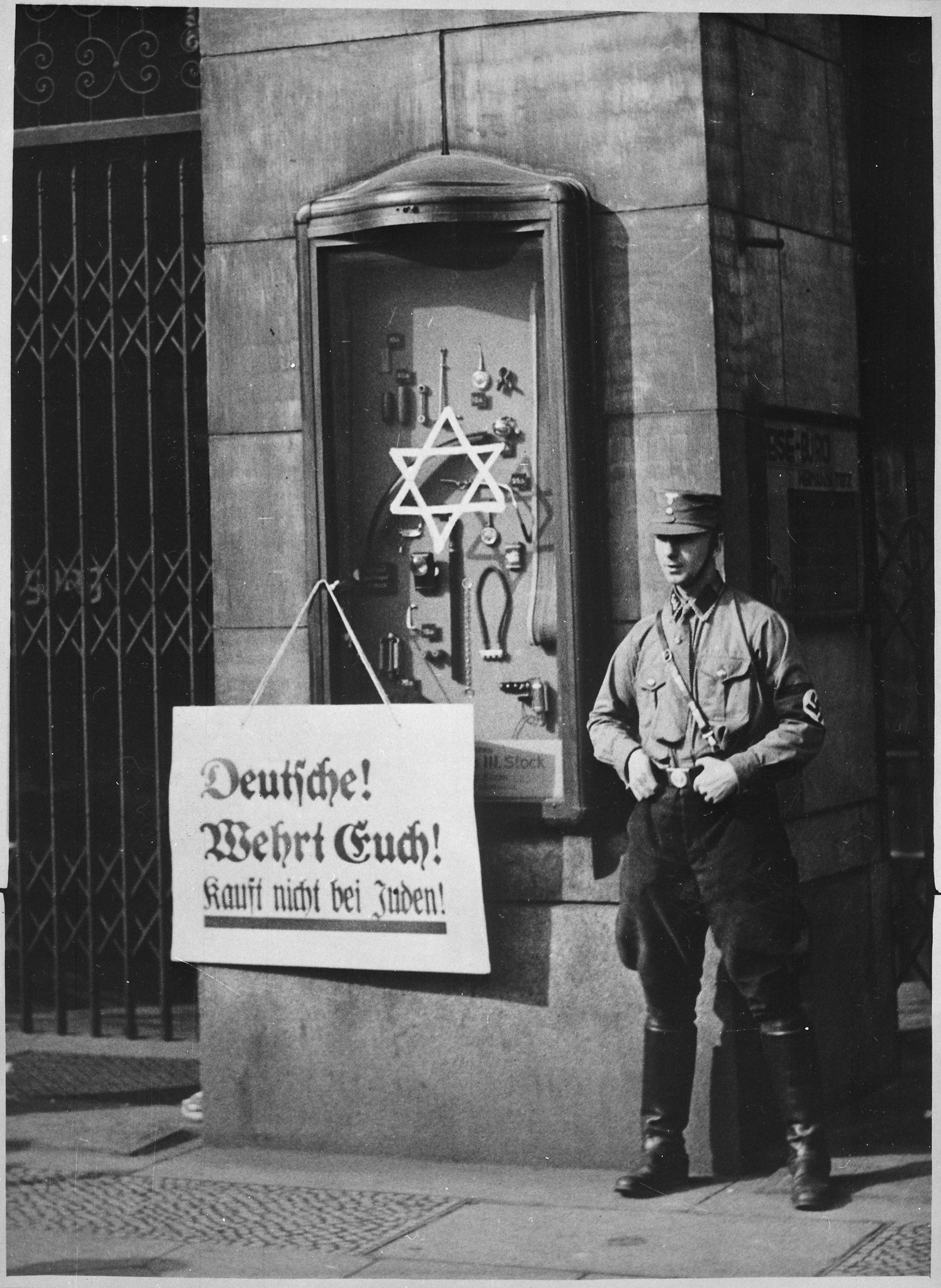
„Judenboykott“, 1. April 1933 in Berlin: SA-Mann vor dem Warenhaus Tietz

Unmittelbar, nachdem sie an die Macht gekommen waren, begannen die Nationalsozialisten, die jüdische Bevölkerung zu tyrannisieren, um sie zur Auswanderung zu bewegen. Eine besondere Rolle spielte dabei die Hetze der Zeitung Der Stürmer, die in Auflagen von Hunderttausenden verkauft und in so genannten Stürmerkästen öffentlich ausgehängt wurde. Der Boykott jüdischer Geschäfte wurde erstmals am 1. April 1933 deutschlandweit durchgeführt. Durch das Gesetz zur Wiederherstellung des Berufsbeamtentums vom 7. April 1933 wurden jüdische Beamte entlassen. Das Gesetz über die Zulassung zur Rechtsanwaltschaft vom 7. April 1933 entzog jüdischen Rechtsanwälten die Zulassung. Gerade bei Juristen, ob sie nun Anwälte, Notare, Staatsanwälte oder Richter waren, führte die Entlassung beziehungsweise das Berufsverbot zum Verlust des Broterwerbs und der Karriere, denn auch im Exil hatten sie kaum eine Chance, in ihrem Beruf zu arbeiten. Mit der Verordnung über die Zulassung von Ärzten zur Tätigkeit bei den Krankenkassen vom 22. April 1933 wurde nicht arischen Ärzten und solchen, die sich im kommunistischen Sinne betätigt hatten, die kassenärztliche Zulassung entzogen. Zur Mitgliedschaft in der Reichskulturkammer wurde der Ariernachweis gefordert und jüdische und bolschewistische Künstler unterlagen somit einem faktischen Berufsverbot.
Im Januar 1935 stellte das Oberlandesgericht München fest, dass Verlegern aus wirtschaftlichen Gründen nicht zugemutet werden könne, jüdische Urheber weiterhin zu verlegen. Daraufhin wurden die Autorennamen etablierter Fachliteratur ersetzt. Knaurs Gesundheitslexikon führte nicht mehr Josef Löbel als Autoren, sondern einen Peter Hiron, Erwin Noack kaperte Max Friedlaenders bekannten Kommentar zur Rechtsanwaltsordnung und verkündete, nachdem er Vizepräsident der Reichsrechtsanwaltskammer geworden war, die Entjudung der deutschen Anwaltschaft.
1935 wurde beschlossen, keine öffentlichen Aufträge mehr an jüdische Firmen zu vergeben, und den öffentlich Bediensteten und Parteigenossen wurde verboten, bei Juden einzukaufen. Die jüdischen Betriebe wurden auch von ihren Zulieferern isoliert, indem sich arische Lieferanten freiwillig weigerten zu liefern, durch reduzierte Rohstoffquoten der Kartelle und auch durch die Reduzierung der staatlichen Devisenzuteilung. Die Gauwirtschaftsberater der NSDAP begannen den Arisierungsprozess von Betrieben auf lokaler Ebene über die Handelskammern zu steuern. Vertragsfreiheit und halbwegs faire Preise bei Unternehmensverkäufen waren nicht mehr möglich.
Mit dem Gesetz zur Änderung des Gesetzes über die Devisenbewirtschaftung vom 1. Dezember 1936 wurden die Devisenstellen ermächtigt, sogenannte Sicherungsanordnungen unabhängig von Auswanderungsabsichten der Betroffenen auszusprechen. Damit erhielten die Devisenstellen potentiellen Zugriff auf das gesamte jüdische Vermögen.
Unter diesem Druck von Judenboykott, Berufsverboten, bürokratischen Schikanen, zahlreichen diskriminierenden Gesetzen und Verordnungen und gewalttätiger Übergriffe sahen sich immer mehr Juden gezwungen, ihren Betrieb, ihr Geschäft oder persönliches Vermögen weit unter Wert zu verkaufen, um von dem Erlös zu leben oder aber auswandern zu können, wobei die Verkaufserlöse bei Auswanderung durch die Reichsfluchtsteuer und Stellen für Devisenbewirtschaftung abgeschöpft wurden. Bis 1938 waren 40 % der ehemaligen jüdischen Reichsbevölkerung vertrieben oder emigriert. Ihr Vermögen hatten sie größtenteils verloren oder zurücklassen müssen. Die zurückbleibende jüdische Bevölkerung verarmte zusehends. Im Herbst 1938 befanden sich von ehemals 100.000 Betrieben jüdischer Inhaber nur noch 40.000 in den Händen ihrer rechtmäßigen Eigentümer. Das jüdische Vermögen war von 12 Mrd. Reichsmark 1933 zusammengeschrumpft auf die Hälfte im Jahre 1938.

### 1938

#### Ausschreitungen in Österreich

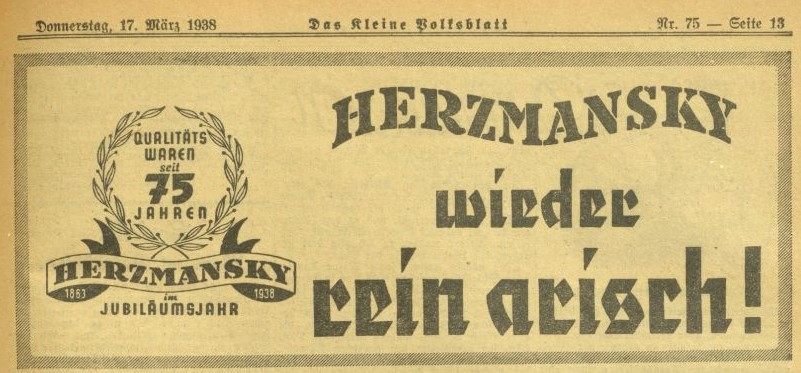
Die „Arisierung“ von Herzmansky im März 1938

Die Wochen unmittelbar nach dem Anschluss Österreichs am 12. März 1938 waren von pogromartigen Ausschreitungen gegen Juden und deren Eigentum geprägt. SS-, SA-Angehörige, Gestapo- und Polizeibeamte drangen in Wohnungen und Geschäfte ein und beschlagnahmten Vermögensgegenstände. Beutegierige österreichische Partei- und Volksgenossen schlossen sich an. Mit Unterstützung der NSBO und nationalsozialistischer Mittelstandsorganisationen setzte ein regelrechter Arisierungswettlauf ein. Tausende von österreichischen Nationalsozialisten und deren Mitläufer nisteten sich im rechtsfreien Raum als kommissarische Verwalter in jüdischen Geschäften, Betrieben und Wohnungen ein und konfiszierten gegen unleserliche Quittungen eigenmächtig Vermögen jüdischer Bürger. Durch Zwangsräumungen von Häusern und Wohnungen sowie erste Vertreibungen wurden zahlreiche Immobilien für Arier verfügbar gemacht.

#### Juristische Grundlagenarbeit
Bis 1938 gab es in Deutschland kein Gesetz, das die Enteignung jüdischen Eigentums auf rechtlichem Wege möglich machte. Friedrich Flick hatte im Zuge der Verhandlungen mit der Familie Petschek mehrfach darum gebeten, ein solches Gesetz zu entwerfen, um es zumindest als Druckmittel einsetzen zu können. Da die Juristen des Reichswirtschaftsministeriums und des Amtes für den Vierjahresplan keine befriedigenden Ergebnisse lieferten, wurde Hugo Dietrich, Hausjurist im Flick-Konzern, im Juni 1938 beauftragt, ein Gutachten zur Prüfung der juristischen Möglichkeiten einer Arisierung des Besitzes der Aussiger Petscheks zu erstellen. Das Exposé, von dem je eine Kopie an das Reichswirtschaftsministerium und das Amt für den Vierjahresplan unter Leitung von Hermann Göring verschickt wurde, trug den Titel „Zum Problem Ignaz Petschek“. Der erste Paragraph lautete:

„Parag. 1. Der Beauftragte für den Vierjahresplan kann für jedes Vermögen, das nach der Verordnung über die Anmeldung des Vermögens von Juden vom 26. April 1938 anmeldepflichtig ist, einen Treuhänder bestellen, dessen Befugnisse der Beauftragte für den Vierjahresplan in der Bestellungsurkunde festsetzt. Insbesondere kann der Treuhänder ermächtigt werden, über das Vermögen mit Wirkung für oder gegen den Vermögensinhaber gegen angemessenen Gegenwert zu verfügen.“

#### Novemberpogrome

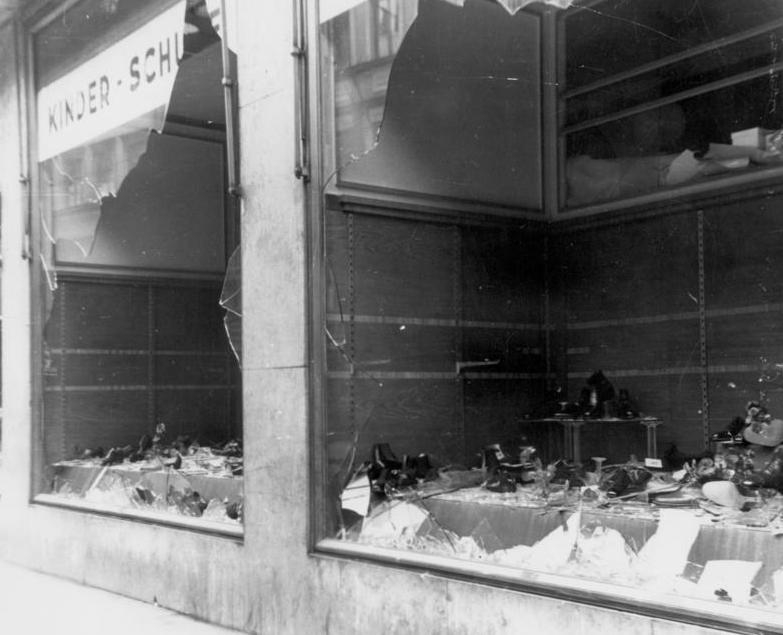
Zerstörtes jüdisches Schuhgeschäft nach den Novemberpogromen, Magdeburg, November 1938

Im Rahmen der Novemberpogrome 1938 (auch Reichskristallnacht genannt) wurden die Synagogen in Deutschland und Österreich zerstört, jüdische Geschäfte und Häuser angegriffen. Bei den hauptsächlich von Mitgliedern der SS und SA in Räuberzivil reichsweit begangenen Ausschreitungen fanden Plünderungen statt. Geld und Schmuck wurde gestohlen, Möbeleinrichtungen mit Umzugswagen abtransportiert, Autos und Motorräder „sichergestellt“. Die Juden wurden in Sicherungshaft genommen und auf dem Weg in die Konzentrationslager oder dort ausgeplündert und zur Überschreibung von Vermögenswerten genötigt.
Die Verordnung zur Ausschaltung der Juden aus dem deutschen Wirtschaftsleben vom 12. November 1938 schloss sich an die Reichspogromnacht an. Am 3. Dezember 1938 folgte die Verordnung über den Einsatz des jüdischen Vermögens. Die verbliebenen Betriebe jüdischer Inhaber wurden damit zwangsweise arischen Eigentümern übereignet, oder sie wurden aufgelöst. Die Erlöse wurden dabei zugunsten des Staates konfisziert. Schmuck, Juwelen, Antiquitäten und Immobilien mussten zu Preisen weit unter dem Marktwert verkauft werden. Jüdischen Arbeitnehmern wurde gekündigt, die Selbstständigen unterlagen weitgehend einem Berufsverbot.
Beim Flick-Prozess im Jahre 1947 brachte die Anklage die Ähnlichkeit von H. Dietrichs Gutachten vom Juni 1938 mit der Verordnung über den Einsatz des jüdischen Vermögens vom 3. Dezember 1938 zur Sprache und stellte fest:

„Die Beteiligung Flicks, Steinbrincks und Kaletschs an dem Entwurf eines allgemeinen Arisierungsgesetzes beweist mit aller wünschenswerten Klarheit ihre Teilnahme an dem allgemeinen Vorgang, den Juden das Leben in Deutschland unmöglich zu machen.“

### Staatliche Zwangsarisierung ab Ende 1938

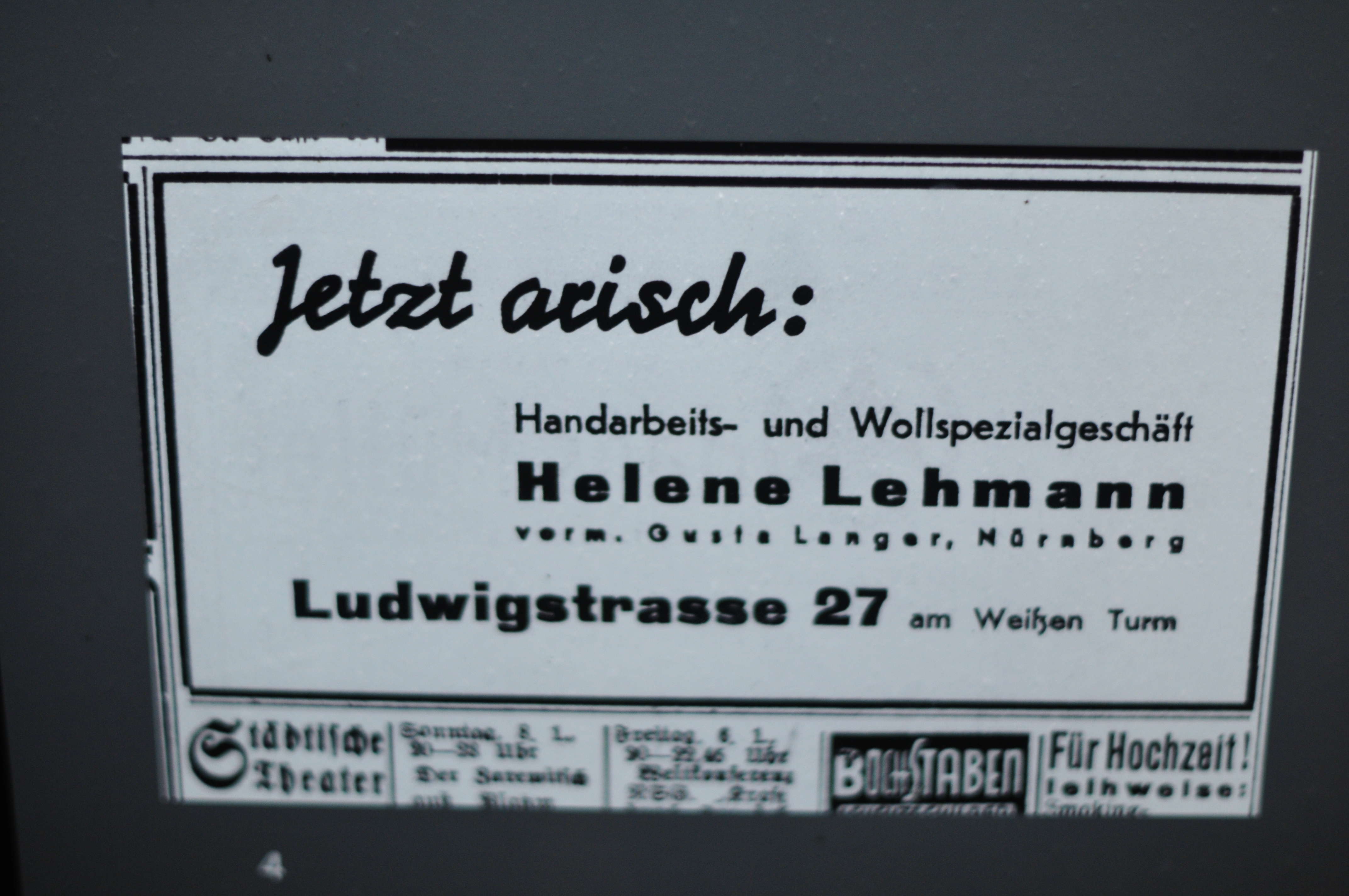
„Jetzt arisch“ als Reklame-Slogan

Mit der „Verordnung zur Ausschaltung der Juden aus dem deutschen Wirtschaftsleben“ vom 12. November 1938 wurde deutschen Juden das Betreiben von Einzelhandelsgeschäften und Handwerksbetrieben sowie das Anbieten von Waren und Dienstleistungen untersagt. Die „Verordnung über den Einsatz des jüdischen Vermögens“ vom 3. Dezember 1938 verpflichtete sie, ihre Gewerbebetriebe zu verkaufen oder abzuwickeln, ihren Grundbesitz zu veräußern und ihre Wertpapiere bei einer Devisenbank zu hinterlegen. Schon in den Jahren zuvor waren jüdische Geschäftsinhaber oder Grundstücksbesitzer unter Druck gesetzt worden, das Geschäft deutlich unter aktuellem Wert zu verkaufen oder zu übertragen. Oft waren daran bisherige Mitinhaber oder Angestellte beteiligt oder dadurch begünstigt, die ihre Verbindungen zur NSDAP oder ähnlichen NS-Organisationen zur privaten Bereicherung einsetzten.
Den größten Anteil geraubten jüdischen Besitzes machten Immobilien als Wohn- und Geschäftshäuser aus. Ein Spekulationsgewinn, den der Käufer eines arisierten Grundstücks beim Wiederverkauf dadurch erzielen konnte, dass der jüdische Eigentümer seinerzeit nur einen Bruchteil des Verkehrswerts erhalten hatte, war nach Auffassung Fritz Reinhardts als Arisierungsgewinn von der Einkommensteuer freizustellen. Die forcierte Arisierung des Hausbesitzes wurde jedoch zunächst hintangestellt. 1939 nahm der Druck auf den Verkauf jüdischen Grundbesitzes allerdings zu, gleichzeitig entzog das Gesetz über Mietverhältnisse mit Juden den noch in Deutschland lebenden Juden die Mietrechte, wobei sie nach und nach in sogenannte Judenhäuser eingewiesen wurden. Nach den Deportationen wurde das noch verbleibende jüdische Hauseigentum verstaatlicht.
Am 22. August 1940 wurde die Vugesta (auch VUGESTAP für „Verkauf jüdischen Umzugsgutes Gestapo“) gegründet, die in den Jahren 1940 bis 1945 agierte und eine zentrale Rolle spielte für die Umverteilung geraubten Privateigentums jüdischer Österreicher.
Mit der 11. Verordnung zum Reichsbürgergesetz vom 25. November 1941 verfiel das Vermögen von deportierten Juden zu Gunsten des Reiches. Mit der Dreizehnten Verordnung vom 1. Juli 1943 fiel auch das Vermögen verstorbener Juden dem Reich zu. Das Reichsfinanzministerium gab unter der Tarnbezeichnung Aktion 3 ab Anfang November 1941 Anweisungen an seine untergeordneten Behörden heraus, wie bei der Einziehung dieses Vermögens zu verfahren sei. Damit war im Reichsgebiet nach Abschluss der Deportationen die Arisierung des jüdischen Vermögens formaljuristisch abgeschlossen.

## Die Profiteure
Unternehmen und Privatleute (Hermann Abs, Josef Neckermann) konnten durch Arisierungen ihr Vermögen und ihre Profite steigern. Auch staatliche Institutionen wie Auktionshäuser und vor allem Museen konnten zu wertvollen Gegenständen kommen. Das Inventar von Häusern und Wohnungen wurde vor Ort für Tage zur Besichtigung und zum Kauf angeboten.
Das Ergebnis der Eigentumsübertragung von jüdischen Besitzern hing vom Charakter der Käufer ab. Es gab:
- Aktive und skrupellose Profiteure, die den durch die Zwangssituation der Verkäufer schon niedrigen Kaufpreis durch Drohungen, Denunziationen und Zusammenarbeit mit Genehmigungsinstanzen rücksichtslos weiter drückten.
- Stille Teilhaber, die sich mit dem Arisierungsgewinn begnügten, der sich durch die Zwangssituation und bei Firmen durch die Minderbewertung von Inventar und Forderungen ergab.
- Gutwillige und verständnisvolle Käufer, die angemessene Preise vereinbarten und manchmal sogar mehr zahlten, als im Vertrag ausgewiesen war, und damit den jüdischen Verkäufern ermöglichten, über einen Teil des Kaufpreises an den Kontrollen vorbei frei zu verfügen.

Über die Arisierungen wurde umfassend geforscht.
Die Finanzamtsakten aus dieser Zeit sind für Forscher zugänglich und beantworten die Frage, in wie vielen Arisierungs-Fällen von den Käufern wesentlich zu geringe oder einigermaßen angemessenen Kaufpreise gezahlt wurden. Für ihr mit 21,5 Millionen Reichsmark  stark unterbewertetes Firmenvermögen erhielt bspw. die Familie Tietz einen Betrag von nur 1,5 Millionen Reichsmark.
Die Dresdner Bank war in dieser Zeit ein Instrument der deutschen Wirtschaftsinteressen vor allem bei „Arisierungsvorgängen“ und bei der Förderung deutscher Industrieunternehmen.

### Unternehmen
Viele Unternehmen und Unternehmensanteile wurden weit unter dem wirtschaftlichen Wert veräußert. Einige davon spielten nach der Befreiung vom Nationalsozialismus eine wichtige Rolle in den späteren Aufbaujahren der Bundesrepublik Deutschland und sahen sich dem Vorwurf ausgesetzt, das „deutsche Wirtschaftswunder“ beruhe zum Teil auf geraubten Werten.
Kaufhaus Hertie, vormals Hermann Tietz OHG, mit dem KaDeWe, dem größten Kaufhaus Berlins
Die Vereinigten Papierwerke AG mit der deutschen Marke für Papiertaschentücher Tempo durch Gustav Schickedanz, Gründer des Versandhauses Quelle
Salzgitter AG als Nachfolgerin des arisierenden Rüstungs- und Metallkonzerns Hermann-Göring-Werke
Günther Quandt, der für seinen Konzern zahlreiche jüdische Unternehmen erwarb, sowie
Friedrich Flick, in dessen Konzern Hugo Dietrich für die Nationalsozialisten die Verordnung über den Einsatz des jüdischen Vermögens vom 3. Dezember 1938 erarbeitete, mit deren Hilfe die Enteignung jüdischen Eigentums im großen Stil legalisiert wurde.
Maßgeblich an der Arisierung in Deutschland beteiligt waren unter anderem die Unternehmen Deutsche Bank, Dresdner Bank, Dorotheum, Schenker, sowie Personen bspw.  Hermann Josef Abs, Josef Neckermann, Peter Suhrkamp und Georg Karg, Leiter des zentralen Textileinkaufs der Hermann Tietz OHG.
Die I.G. Farben expandierte stark durch „Arisierungen“, zum Beispiel des vormaligen Konkurrenten Aussiger Verein. Ihr gehörten zu Spitzenzeiten in Deutschland 200 Werke sowie etwa 400 deutsche und 500 ausländische Unternehmensbeteiligungen. Aufgrund dieser Expansion wurde die I.G. Farben seinerzeit das größte Unternehmen Europas und das viertgrößte der Welt (nach General Motors, US Steel und Standard Oil).

### Museen und Kunstsammlungen

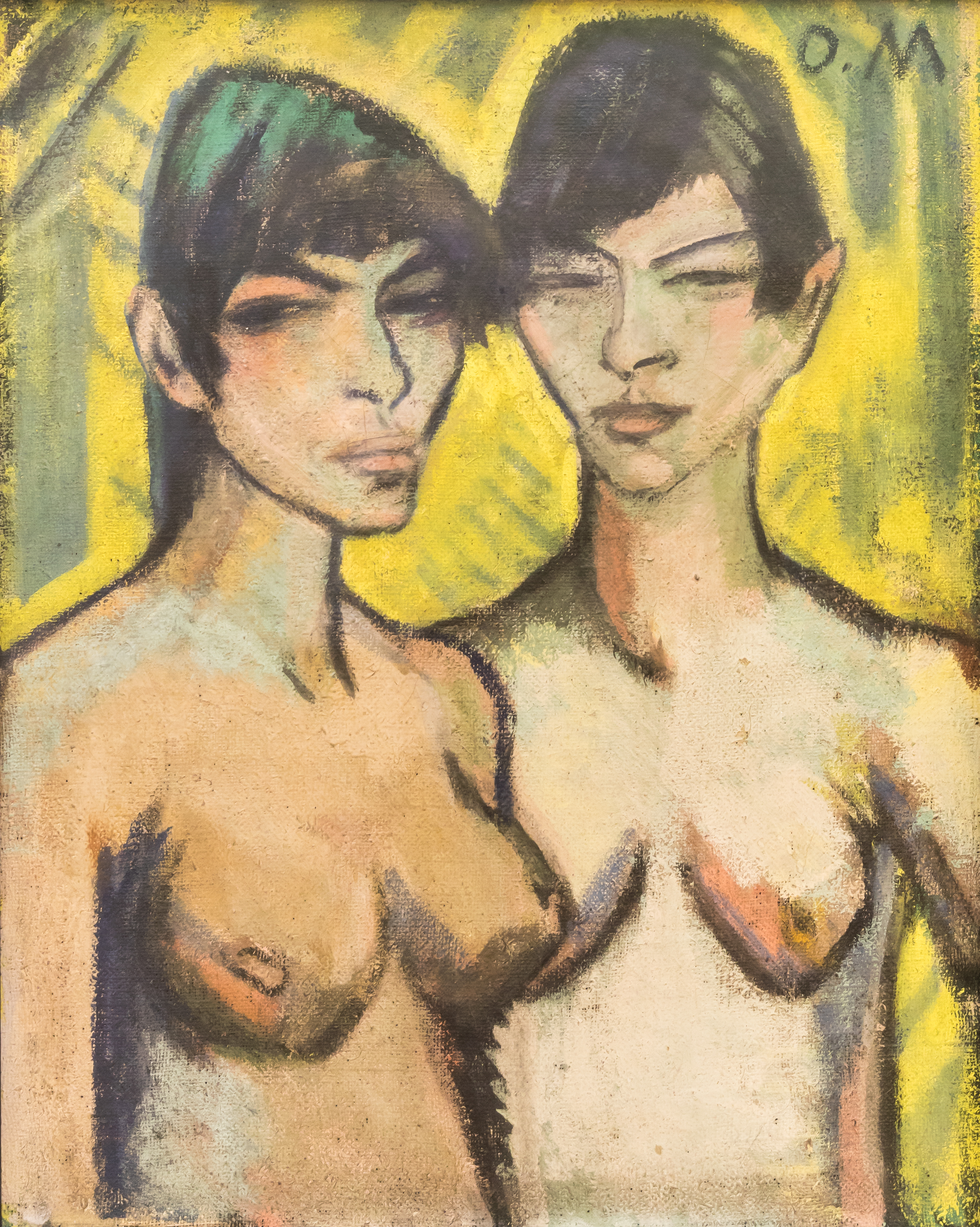
Otto Mueller: Zwei weibliche Halbakte 1919, Sammlung Ismar Littmann, Breslau, 1935 beschlagnahmt, 1999 restituiert

Von der Arisierung profitierten angesehene Museen wie das Kunsthistorische Museum Wien, das Naturhistorische Museum Wien, das Technische Museum Wien, die Albertina (Wien), die Österreichische Galerie Belvedere und das Österreichische Museum für Volkskunde. Die Frankfurter Museen stritten sich mit der Gestapo um Kunstgegenstände aus der Plünderung von jüdischen Institutionen und sandten Aufkäufer in die besetzten Länder, die Kunstgegenstände aus jüdischem Besitz erwarben, deren Handelswert in Deutschland das fünffache des Kaufpreises betrug.
Adolf Hitler ließ für sein geplantes Führermuseum Linz Raubkunst in ganz Europa beschaffen. Hermann Göring – als Beauftragter des Vierjahresplanes maßgeblich für die staatliche Arisierung zuständig – baute eine große Kunstsammlung in Carinhall auf. Ihnen eiferten weitere Nazis nach. Beschlagnahmte Judaica und Hebraica wurden zentral im Institut zur Erforschung der Judenfrage Frankfurt zusammengeführt. Die SS eröffnete das Jüdische Museum in Prag wieder und baute es zum Zentralmuseum zur Sammlung jüdischen sakralen Gerätes aus dem Protektorat Böhmen und Mähren aus. Die Kultusgemeinden sandten viele Ausstellungsstücke nach Prag, um sie vor Plünderung und Vandalismus zu bewahren.

### Städte und Gemeinden

Hauptsynagoge Frankfurt, 1938 zerstört und 1939 an die Stadt Frankfurt verkauft

Die Städte und Gemeinden, unterstützt durch den 1933 gegründeten Deutschen Gemeindetag, sahen die Arisierung von jüdischem Vermögen als eine Kompensation für die Kosten der Wohlfahrtsleistungen an, die durch die verarmende jüdische Bevölkerung entstanden. Nach der Reichspogromnacht 1938 kauften sie beschädigte oder zerstörte Synagogen, jüdische Friedhöfe, Krankenhäuser und Altersheime zu Niedrigstpreisen an, da hohe Kosten für den Abriss anstanden. Zum Beispiel in Bad Buchau erwarb die Gemeinde das Synagogengrundstück so günstig, dass der Kaufvertrag vom Innenministerium als jüdische Schenkung gewertet und für nichtig erklärt wurde, da dies gegen rassische Grundsätze verstieß. Die jüdischen Stiftungen wurden unter arische Kontrolle gebracht, Satzungsänderungen durch Erlass des Reichsinnenministeriums vom 8. Mai 1938 erzwungen und in rassisch geeignetere Stiftungen eingebracht.

## Steuern und Abgaben
Das Deutsche Reich und seine Finanzbehörden waren der größte Ariseur und profitierten durch verschiedene Abgaben und die Verwaltung und Verwertung konfiszierten Eigentums von jüdischen Emigranten und später von Deportierten.

### Reichsfluchtsteuer
Die Reichsfluchtsteuer wurde im Dezember 1931 eingeführt und sollte die Auswanderung aus Deutschland besteuern, um so der Kapitalabwanderung und Steuerflucht entgegenzuwirken. Als sich nach der Machtergreifung der Nationalsozialisten immer mehr Juden wegen ihrer Diskriminierung und Verfolgung in Deutschland zur damals noch staatlich gewollten Auswanderung entschieden, wurden 1934 die Freibeträge von 200.000 RM auf 50.000 RM für Vermögen und von 20.000 RM auf 10.000 RM Einkommen gesenkt. Die Reichsfluchtsteuer entwickelte sich zu einem Instrument, mit dem den ausreisenden Juden deren Gewinne nach der NS-Ideologie teilweise wieder entzogen wurde. Das Steueraufkommen stieg bis Kriegsbeginn deutlich.
| Erhebungszeitraum | Reichsmark  |
| 1932/33           | 1.000.000   |
| 1935/36           | 45.000.000  |
| 1936/37           | 70.000.000  |
| 1937/38           | 81.000.000  |
| 1938/39           | 342.000.000 |

### Dego-Abgabe
In Deutschland bestand seit 1931 eine Devisenverkehrsbeschränkung, so dass die Ausfuhr von Reichsmark und der Erwerb von Devisen genehmigungspflichtig und nur über ein Sperrmark-Konto bei der Deutschen Golddiskontbank (kurz: Dego) erfolgte. Diese behielt im staatlichen Auftrag einen Prozentsatz des Transferbetrages, die sogenannte Dego-Abgabe, ein. Ab 1938 wurde diese Abgabe auf den Gegenwert des bei der Emigration mitgeführten Umzugsgutes ausgeweitet. Die Abgabe betrug 20 % im Jahr 1934 und wurde schrittweise auf 96 % im Jahr 1939 erhöht.

### Judenvermögensabgabe
Mit der Judenvermögensabgabe vom 12. November 1938 wollte das Deutsche Reich einerseits seine durch die Aufrüstung der Wehrmacht angespannte Finanzsituation verbessern und zweitens eine propagandistisch behauptete feindliche Haltung des Judentums gegenüber dem deutschen Volk nach Herschel Grynszpans Attentat auf Ernst Eduard vom Rath sühnen. Eine Abgabegebühr von 20 % für jüdisches Vermögen ab 5000 Reichsmark führte zu weiteren Verkäufen.
| Steuerjahr | Reichsmark    |
| 1938       | 498.514.808   |
| 1939       | 533.126.504   |
| 1940       | 94.971.184    |
| Gesamt:    | 1.126.612.496 |

### Arisierungsabgabe
Die Selbstbereicherung und Korruption unter den NSDAP-Mitgliedern bis hinauf zu den Gauleitern nahm bis 1938 ein Ausmaß an, dass eine Kommission diese ab 1939 untersuchte. Daraufhin wurde eine Abgabe von 70 % auf den Arisierungsgewinn – die Differenz zwischen Verkehrswert und Kaufpreis – eingeführt.

## Restitution nach dem Zweiten Weltkrieg

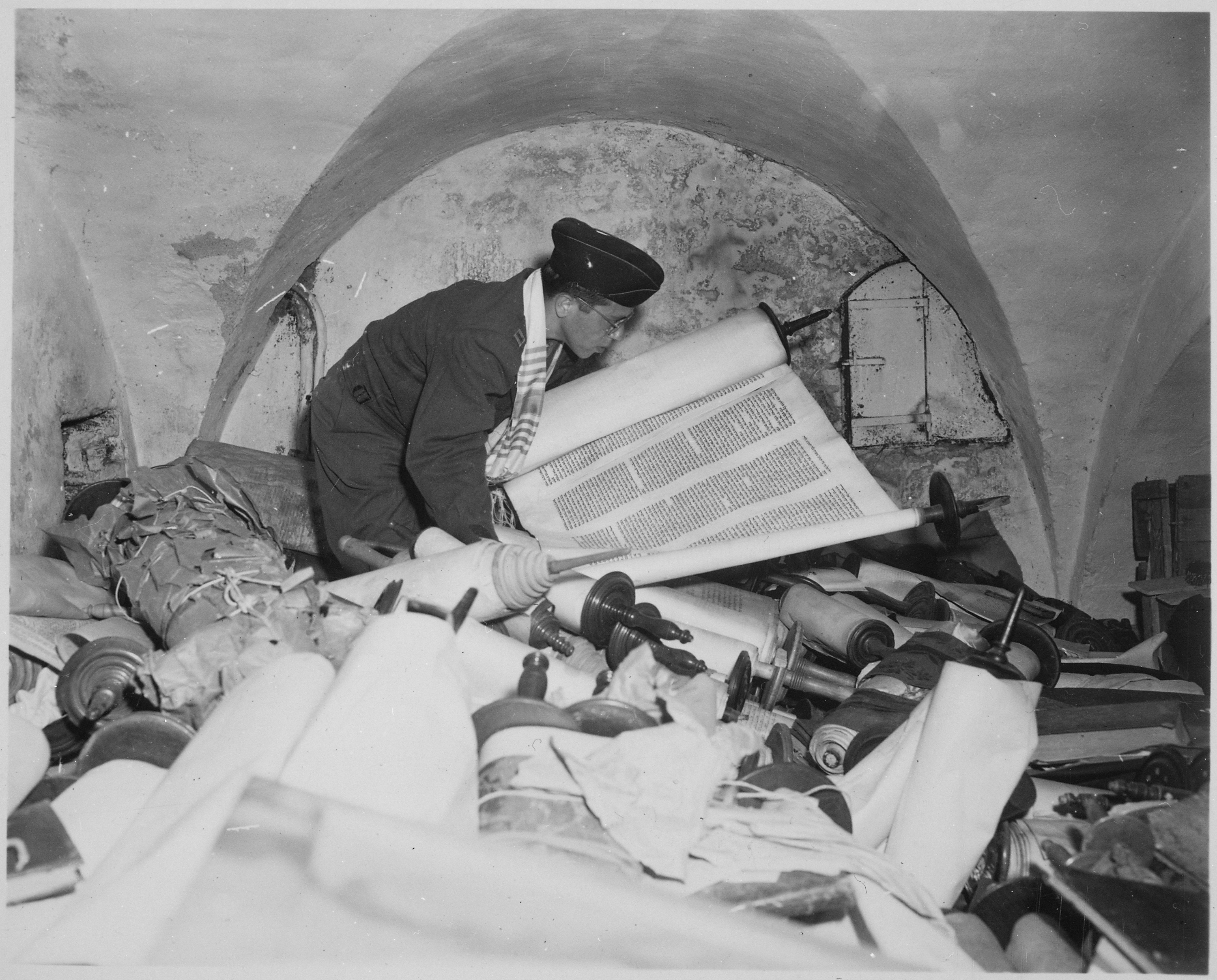
Sichtung von Thora-Rollen im Keller des NS-Instituts zur Erforschung der Judenfrage, Frankfurt, 6. Juli 1945

Über die Art und Weise der Rückgabe von Vermögensgegenständen, die den ehemaligen Eigentümern 1933–1945 entzogen wurden, konnten sich die vier Besatzungsmächte nicht einigen. Dies wurde deshalb unterschiedlich geregelt.
In der amerikanischen Besatzungszone wurde hierzu am 10. November 1947 das Militärregierungsgesetz Nr. 59 (Rückerstattungsgesetz) erlassen. Hiernach waren unter anderem alle Rechtsgeschäfte anfechtbar, bei denen eine Zwangslage nicht von vornherein auszuschließen war. Dies umfasste nicht nur Verkäufe, bei denen ein eindeutig zu niedriger Kaufpreis bezahlt wurde, sondern auch alle Verkäufe nach dem 15. September 1935 – dem Datum des Inkrafttretens der Nürnberger Gesetze –, selbst wenn ein angemessener Kaufpreis bezahlt worden war. Rechte an herrenlosen Gegenständen (kein Eigentümer bzw. Erbe mehr vorhanden) wurden der jüdischen Organisation JRSO (Jewish Restitution Successor Organization) übertragen. Wollten die Rückerstattungspflichtigen Eigentümer bleiben, mussten sie den Betrieb, das Grundstück oder den Gegenstand erneut erwerben. Der früher bezahlte Kaufpreis wurde nur unvollständig angerechnet – gekürzt um Miet- oder Pachtansprüche und abgewertet im Verhältnis 1 zu 10 (Umrechnungskurs DM zur RM).
Auch die enteigneten Synagogen, jüdischen Schulen und sonstigen Grundstücke, die kulturellen und sozialen Zwecken gedient hatten, sollten zurückgegeben werden. Die ehemaligen Eigentümer (jüdische Gemeinden, Gemeindeverbände und ähnliche Körperschaften) existierten aufgrund der erlittenen Verfolgungsmaßnahmen aber nicht mehr. Da es nur in wenigen Fällen möglich war, die nun herrenlosen Immobilien einer als Rechtsnachfolger anerkannten Vereinigung zur weiteren Nutzung zu übergeben, wurden auch sie der JRSO zur Verwaltung und ggfs. zur Verwertung überlassen.
In der Britischen und der Französischen Besatzungszone traten später ähnliche Bestimmungen in Kraft.
Gemäß Artikel 2 Abs. 1 des Überleitungsvertrages vom 26. Mai 1952 gelten in der Bundesrepublik diese Gesetze und Verordnungen der Besatzungsmächte unverändert weiter; durch das 1957 erlassene Bundesrückerstattungsgesetz wurden sie erweitert und ergänzt (Deutsche Wiedergutmachungspolitik).

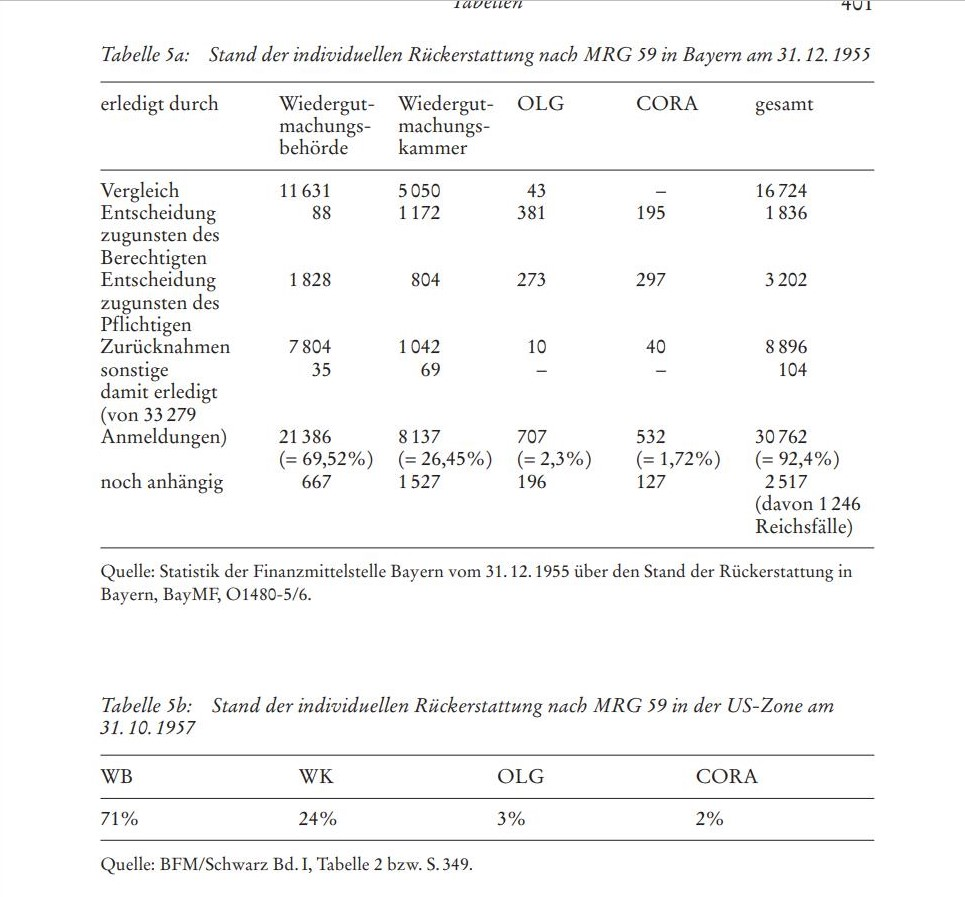
Statistik über die Restitutions-verfahren in Bayern

In den drei westlichen Besatzungszonen einschl. West-Berlin wurden spezielle Wiedergutmachungsämter eingerichtet, die die Anträge der Rückerstattungsberechtigten (Alt-Eigentümer bzw. deren Erben oder jüdische Nachfolge-Organisationen) prüften, und ggfs. die Rückgabe des durch die Unterdrückungsmaßnahmen verlorenen Eigentums verfügten oder entsprechende Entschädigungszahlungen festsetzten. In vielen Fällen war das Amt auch bemüht, zwischen den Parteien eine gütliche Einigung herbeizuführen. Gelang dies nicht, konnte gegen die Entscheidung des Amtes Einspruch eingelegt werden, und es kam zur Verhandlung vor der Wiedergutmachungskammer des jeweils zuständigen deutschen Landgerichts und ggfs. vor dem Oberlandesgericht. Als oberste Instanz gab es in jeder der Besatzungszonen einen Obersten Gerichtshof (Court of Restitution), der nur mit Richtern besetzt war, die der jeweiligen Besatzungsmacht angehörten. Somit war die Kontrolle der Alliierten über die Durchführung des Restitutionsverfahrens gewährleistet. Im Jahr 1955 wurden diese Gerichtshöfe durch das internationale Oberste Rückerstattungsgericht ersetzt; daneben existierte für Berlin (West) seit 1953 das Oberste Rückerstattungsgericht für Berlin. Die Restitution der Immobilien war im Jahr 1957 im Wesentlichen abgeschlossen.
Die Wiedergutmachung für Vermögensschäden aufgrund nationalsozialistischer Verfolgungsmaßnahmen war in der Sowjetischen Besatzungszone (SBZ) und später in der DDR unterblieben. Das Gesetz zur Regelung offener Vermögensfragen (VermG) von 1990 ist deshalb in seinen vermögensrechtlichen Bestimmungen auf verfolgungsbedingte Vermögensverluste in der Zeit vom 30. Januar 1933 bis zum 8. Mai 1945 entsprechend anwendbar (§ 1 Abs. 6 VermG) und dokumentiert damit, „dass die sich durch die Wiedervereinigung bietende Gelegenheit zur abschließenden Generalbereinigung dieses Problems genutzt werden sollte“.
In Österreich sind von 1946 bis 1998 acht Rückstellungsgesetze erlassen worden.

## Ausland

### Dänemark
Deutsche Unternehmensteile in Dänemark und dänische Lieferanten nach Deutschland arisierten unter wirtschaftlichem Druck ihre Geschäftsleitungen und Firmenvertreter. Den dänischen Behörden gelang es nach der Deportation bzw. Rettung der dänischen Juden, deren zurückgelassenes Vermögen zu schützen.

### Frankreich

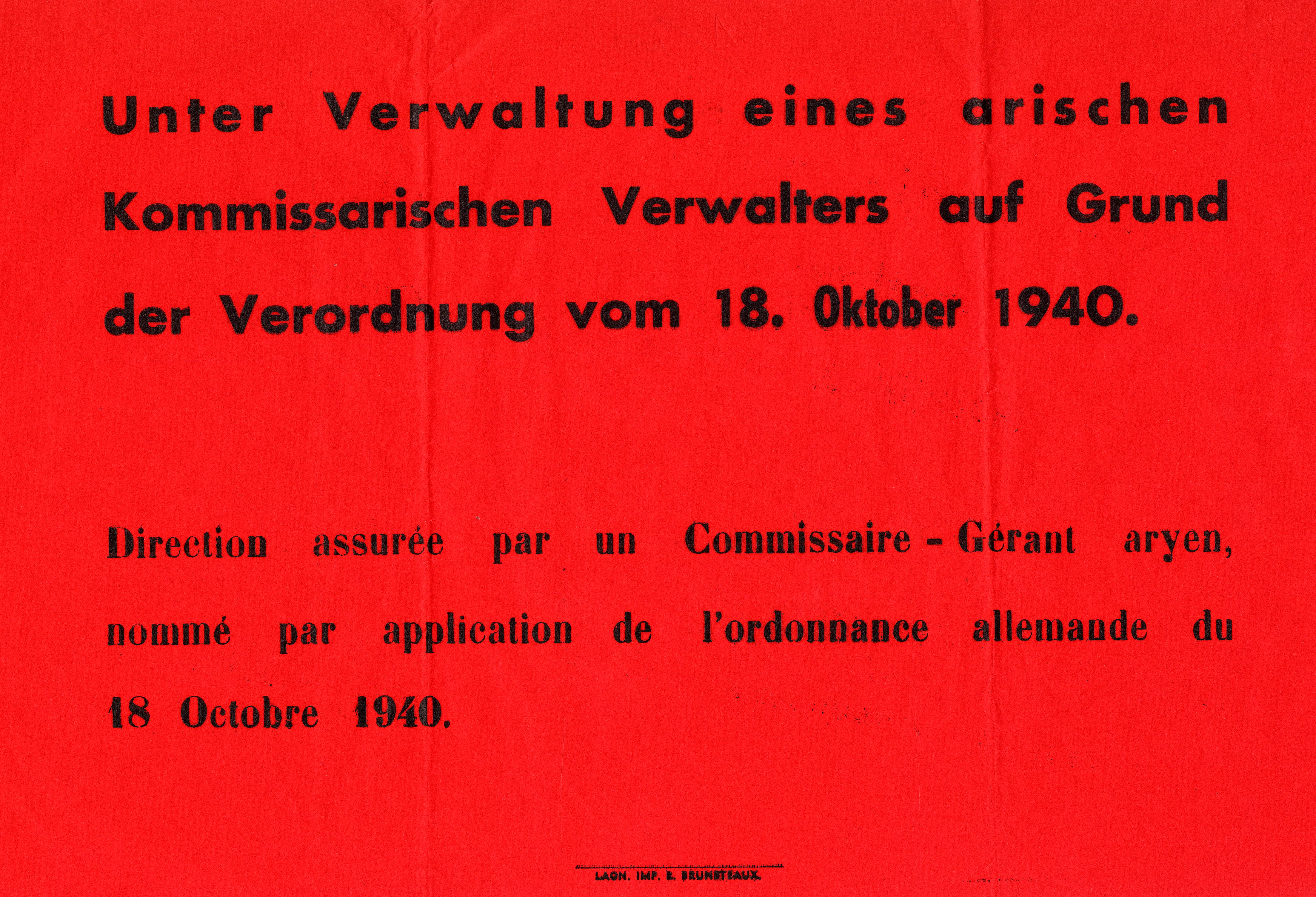
Plakat: Unter arischer Verwaltung, Laon 1940

Am 27. September 1940 verfügte der Militärbefehlshaber von Paris Otto von Stülpnagel die Meldepflicht für Juden und am 18. Oktober 1940 für jüdische Betriebe im besetzten Frankreich. Im November 1940 teilte er seinen Militärbezirkschefs mit, dass die Arisierung jüdischen Vermögens durch Walther von Brauchitsch angeordnet worden sei. Die Arisierung lief über den Service du Controle der Vichy-Regierung, wobei sich Stülpnagel die Ernennung von Treuhändern für jüdische Industriebetriebe vorbehielt, um deutsche Kaufinteressenten begünstigen zu können. Stülpnagel ordnete am 17. Dezember 1941 eine „Judenbuße“ von einer Milliarde Francs an, die die Vereinigung der Juden in Frankreich in Raten zahlen musste.

### Griechenland
Kurz vor der Ghettoisierung und Deportation in Thessaloniki verpflichtete Kriegsverwaltungsrat Max Merten von der dortigen Wehrmachtsverwaltung im Februar 1943 die öffentliche Verwaltung jüdischen Beamten zu entlassen und keine Geschäfte mehr mit Juden zu tätigen. Diese wurden auch aus Vereinen des öffentlichen Rechts, Organisationen und Verbänden ausgeschlossen. Während der Ghettoisierung im März mussten Vermögensaufstellungen und die Schlüssel zu Geschäften und Wohnungen abgegeben werden. Um die Verwertung kümmerte sich die formal griechische Dienststelle zur Verwaltung des Judenvermögens (griechisch: Yperesia Diacheiriseos Isrilitikis Periousias; kurz: YDIP) unter deutscher Aufsicht.
Für die Restitution des Vermögens nach dem Krieg war auch die YDIP verantwortlich. Sie erfolgte nur zögerlich und in Thessaloniki geringfügig.

### Italien
| DOPO LE DELIBERAZIONI DEL CONSIGLIO DEI MINISTRI | DOPO LE DELIBERAZIONI DEL CONSIGLIO DEI MINISTRI | DOPO LE DELIBERAZIONI DEL CONSIGLIO DEI MINISTRI                | DOPO LE DELIBERAZIONI DEL CONSIGLIO DEI MINISTRI    | DOPO LE DELIBERAZIONI DEL CONSIGLIO DEI MINISTRI    | DOPO LE DELIBERAZIONI DEL CONSIGLIO DEI MINISTRI    | DOPO LE DELIBERAZIONI DEL CONSIGLIO DEI MINISTRI |
| ------------------------------------------------ | ------------------------------------------------ | --------------------------------------------------------------- | --------------------------------------------------- | --------------------------------------------------- | --------------------------------------------------- | ------------------------------------------------ |
| Gli ebrei non possono …                          | Gli ebrei non possono …                          | Gli ebrei non possono …                                         |                                                     | Non vi possono essere ebrei …                       | Non vi possono essere ebrei …                       | Non vi possono essere ebrei …                    |
| … prestare servizio militare                     | … esercitare l’ufficio di tutore                 | … essere proprietari di aziende interessati la difesa nazionale | … nelle amministra– zioni militari e civili         | … nel Partito                                       | … negli Enti provinciali e comunali                 |                                                  |
| … essere proprietari di terreni e di fabbricati  | … essere proprietari di terreni e di fabbricati  | … avere domestici ariani                                        | … negli Enti parastatali                            | … nelle banche                                      | … nella assicurazioni                               |                                                  |
| Estero: Espulsione degli ebrei stranieri         | Estero: Espulsione degli ebrei stranieri         | Estero: Espulsione degli ebrei stranieri                        | Universita: Gli ebrei esclusi dalla scuola Italiana | Universita: Gli ebrei esclusi dalla scuola Italiana | Universita: Gli ebrei esclusi dalla scuola Italiana |                                                  |

| NACH DEN BERATUNGEN DES MINISTERRATS            | NACH DEN BERATUNGEN DES MINISTERRATS            | NACH DEN BERATUNGEN DES MINISTERRATS                                              | NACH DEN BERATUNGEN DES MINISTERRATS                             | NACH DEN BERATUNGEN DES MINISTERRATS                             | NACH DEN BERATUNGEN DES MINISTERRATS                             | NACH DEN BERATUNGEN DES MINISTERRATS |
| ----------------------------------------------- | ----------------------------------------------- | --------------------------------------------------------------------------------- | ---------------------------------------------------------------- | ---------------------------------------------------------------- | ---------------------------------------------------------------- | ------------------------------------ |
| Juden können nicht …                            | Juden können nicht …                            | Juden können nicht …                                                              |                                                                  | Dort können keine Juden sein …                                   | Dort können keine Juden sein …                                   | Dort können keine Juden sein …       |
| … Militärdienst leisten                         | … den Beruf eines Lehrers ausüben               | … Inhaber von Unternehmen sein, die an der nationalen Verteidigung beteiligt sind | … in militärischen und zivilen Verwaltungen                      | … in Parteien                                                    | … in regionalen und kommunalen Institutionen                     |                                      |
| … Eigentümer von Grundstücken und Gebäuden sein | … Eigentümer von Grundstücken und Gebäuden sein | … arische Hausangestellte beschäftigen                                            | … in halbstaatlichen Institutionen                               | … in Banken                                                      | … in Versicherungen                                              |                                      |
| Ausland: Ausweisung von ausländischen Juden     | Ausland: Ausweisung von ausländischen Juden     | Ausland: Ausweisung von ausländischen Juden                                       | Universität: Juden sind von italienischen Schulen ausgeschlossen | Universität: Juden sind von italienischen Schulen ausgeschlossen | Universität: Juden sind von italienischen Schulen ausgeschlossen |                                      |

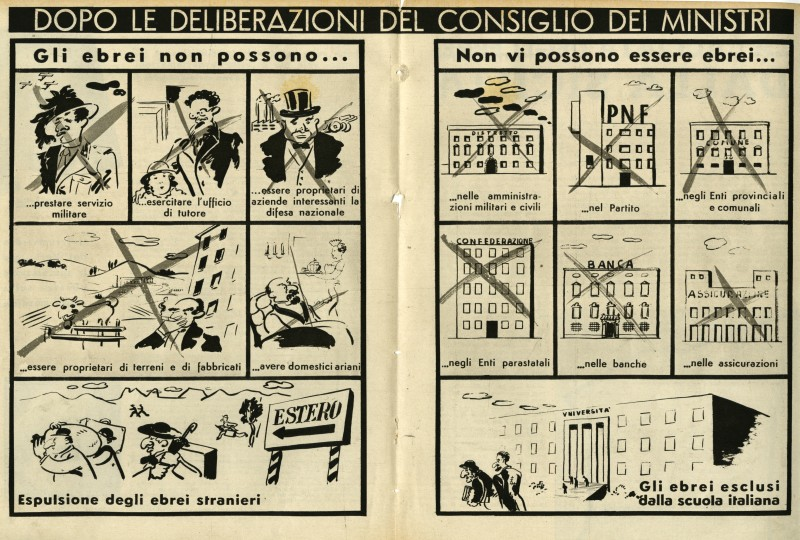
Darstellung zu antijüdischen Maßnahmen erschienen in La difesa della razza, November 1938

Das faschistische Italien unter Mussolini übernahm aus Opportunismus eine antisemitische Politik mit der Zielsetzung „nicht verfolgen, sondern diskriminieren“. Mitte November 1938 wurde die antijüdische Charta fertig und anschließend wurden Juden und jüdisches Vermögen definiert und erfasst. In wirtschaftlicher Hinsicht schnitt man den Juden langsam die Lebensadern ab. Der Katalog diskriminierender Gesetze und Verordnungen wurde fast im Wochentakt erweitert und verschärft und zwar nicht nur von der Regierung, sondern auch von den Kommunen und Provinzen.
Die italienischen Rassegesetze sahen auch Ausnahmeregelungen für verdiente Juden und Zweifelsfälle vor, die als Personen „arisiert“ werden konnten. Die darauf entstehende Korruption wurde so skandalös und berüchtigt, dass die Generaldirektion für Demographie- und Rassenfragen (Direzione generale per la demographia e la razza) sogar innerhalb der faschistischen Partei kritisiert wurde.
In Italienisch-Libyen widersetzte sich der Gouverneur Italo Balbo gegen eine zu strikte Befolgung der Regelungen und erhielt von Mussolini die gewünschte Freiheit, die Gesetze und Verordnungen nur in der Weise umzusetzen, wie es die libyschen Verhältnisse erlaubten. Die Rassengesetze und -verordnungen wurden auch auf die annektierten Regionen ausgedehnt, während man sich in den italienisch besetzten Gebieten Südfrankreichs, Jugoslawiens und Griechenlands nicht um die Rassenfrage kümmerte.

### Luxemburg
Am 5. September 1940 erließ der Chef der Zivilverwaltung und Gauleiter des Moselland Gustav Simon eine Verordnung zur Enteignung der jüdischen Vermögenswerte. Mit der Durchführung wurde Gauinspektor Josef Ackermann betraut. Von 335 jüdischen Betrieben wurden 75 arisiert und die weiteren liquidiert. Einrichtungsgegenstände, die geflüchtete Juden zurückgelassen hatten, wurden der Zivilverwaltung in Luxemburg, Reichsbahn, Reichspost, Hitlerjugend usw. zur Verfügung gestellt.

### Niederlande
Von Februar bis Oktober 1941 wurden Verordnungen zur Arisierung jüdischen Vermögens erlassen. Für Vereine und Stiftungen wurden «Kommissare» und für anmeldepflichtige Unternehmen «Treuhänder» vorgesehen; die  landwirtschaftlichen Grundstücke waren gemäß Landwirtschaftsentjudungsverordnung innerhalb von zwei Monaten zu verkaufen. Jüdisches Kapitalvermögen musste beim arisierten Bankhaus Bankhaus Lippmann, Rosenthal & Co. hinterlegt werden, und dadurch wurden faktisch sämtliche jüdische Privatvermögen eingezogen. Jüdischer Grundbesitz musste verkauft werden, wobei die erzielten Verkaufspreise deutlich unter dem Marktwert lagen und die Zahlung in Raten über 25 Jahre an das Bankhaus Lippmann vorgesehen war. Die Teilnahme an öffentlichen Veranstaltungen und die Benutzung öffentlicher Einrichtungen wurde Juden verboten und die Berufsausübung eingeschränkt.

### Norwegen
Im Herbst 1941 wurde durch die norwegische Kollaborationsregierung unter Vidkun Quisling den jüdischen Rechtsanwälten die Zulassung entzogen und jüdische Mitarbeiter mussten aus dem öffentlichen Dienst ausscheiden. Das Vermögen der Juden wurde eingezogen und durch deutsche und norwegische Stellen verwertet.

### Österreich
Nach dem Anschluss Österreichs im März 1938 strebte das Reichswirtschaftsministerium (RWM) die sogenannte „Arisierung“ des dortigen Bankwesens an. Hermann Abs war im Vorstand der Deutschen Bank mit der Arisierung von jüdischen Banken und Unternehmen betraut. Direkt nach dem Anschluss verhandelte er in Begleitung von Walter Pohle, einem ehemaligen Mitarbeiter des RWM, über die beabsichtigte Übernahme der damals größten Bank Österreichs, der Creditanstalt.
Karl Rasche engagierte sich für die Ausweitung der Geschäfte der Dresdner Bank in Österreich und später auch im Sudetenland und dem Protektorat Böhmen und Mähren. Daraufhin münzte man auf ihn den Spottvers:

„Wer marschiert hinter dem ersten Tank? Das ist Dr. Rasche von der Dresdner Bank!“

Dieser Spottvers basierte auf dem Umstand, dass die deutschen Staatsfinanzen, infolge der von der Hitler-Regierung betriebenen maßlosen Rüstungspolitik notorisch klamm waren. Daher wurde nach jeder gewaltsamen Besetzung eines dem Deutschen Reich benachbarten Landes, mit großer Eile das betreffende Land wirtschaftlich ausgeschlachtet (Beschlagnahmung der Goldreserven der jeweiligen Staatsbanken, Übernahme bedeutender Wirtschaftsbetriebe etc.), um die deutsche Staatskasse zu sanieren bzw. zu entlasten und den nahenden Finanzkollaps hinauszuzögern.

### Polen
Schon in den ersten Wochen nach der Besetzung Polens raubten die deutschen Besatzungsverwaltungen die jüdische und polnische Bevölkerung hemmungslos aus. Im November 1939 erörterten Vertreter der deutschen Besatzungsbehörden, wie bei den geplanten Abschiebungen von Juden und nationalbewussten Polen aus dem Warthegau deren Vermögenswerte erfasst, beschlagnahmt und vereinnahmt werden sollten. Erst allmählich wurde die von Hermann Göring neu gegründete Haupttreuhandstelle Ost zur allmächtigen und konkurrenzlosen Zentralinstitution des Vorganges, wobei die vorangegangenen Arisierungen im Reich, Österreich und dem Protektorat als Vorbild dienten. Erst nach monatelangen Verhandlungen mit dem Reichswirtschaftsministerium und anderen Ressorts wurde mit der Polenvermögensverordnung nachträglich ein legalistischer Rahmen für den Vermögensentzug geschaffen.
Da die staatlichen und Polizeidienststellen weitreichendere Zuständigkeiten besaßen ist nach Loose auf den Terminus „Arisierung“ zu verzichten und stattdessen „Konfiskation“, „Beschlagnahmung“ bzw. „Enteignung“, „kommissarische Verwaltung“ und „Liquidation“ treffender, da das Eigentum nicht direkt in die Hände volksdeutscher Umsiedler als vielmehr zunächst in das Eigentum des Deutschen Reiches überging. Arisierung tritt im zeitgenössischen Sprachgebrauch hinter „Germanisierung“ und „Eindeutschung“ zurück.

### Schweden
Die stark von Deutschland abhängige schwedische Wirtschaft durchlief ebenfalls einen Arisierungsprozess. In Deutschland getroffene Entscheidungen veränderten die Eigentümerschaft, das Management und die Zusammensetzung der Angestellten in den schwedischen Niederlassungen deutscher Unternehmen. Schwedische Unternehmen arisierten sich freiwillig aus politischem Opportunismus oder der Angst vor wirtschaftlichen Nachteilen, indem jüdische Mitarbeiter entlassen wurden und jüdische Eigentümer und Manager ausscheiden mussten oder zumindest in den Hintergrund gedrängt wurden.

### Serbien
Am 30. Mai 1941 wurde vom Militärbefehlshaber eine Judenverordnung bekannt gegeben. Die Juden wurden registriert, mit Kontributionszahlungen in Form von Abgaben belegt, ihre Grundvermögen arisiert, für die jüdischen Betriebe Treuhänder eingesetzt und die Juden aus dem öffentlichen Leben ausgeschlossen und aus dem gesellschaftlichen verdrängt. Die Zwangsarisierung wurde am 22. Juli 1941 verordnet. Neuhausen, der Generalbevollmächtigte für die Wirtschaft, sorgte für den Verkauf an arische und überwiegend deutsche Interessenten. Der Erlös aus dem Verkauf der Betriebe und schließlich auch der hinterlassenen Möbel wurde beschlagnahmt.

### Tschechoslowakei
Nach dem Ende September 1938 geschlossenen Münchner Abkommen, mit dem die Tschechoslowakei das Sudetenland abtreten musste, strebte das RWM die sogenannte „Arisierung“ des dortigen Bankwesens an. Walter Pohle war ein Mitarbeiter der Deutschen Bank, später Leiter  der Böhmischen Union Bank (BUB)
und neben Karl Rasche und Reinhold von Lüdinghausen (BEBCA) einer der Hauptakteure der „Arisierungen“ ab März 1939 im Sudetenland in der Zeit des Nationalsozialismus. Pohle wurde zu einer wichtigen Person für die praktische Umsetzung der NS-Ziele. Viele Details über Pohles Aktivitäten können der eidesstattlichen Versicherung eines Prokuristen der Deutschen Bank, F. Kavan, von 1950 entnommen werden.
Nach der Machtübergabe an die Nationalsozialisten 1933 wurde Reinhold von Lüdinghausen Filialleiter der Nürnberger Niederlassung der Dresdner Bank, da der Bankvorstand in der „Stadt der Reichsparteitage“ die jüdischen leitenden Angestellten entlassen wollte. 1934 wurde er Vorsitzender des Aufsichtsrates der Victoria-Werke AG Nürnberg. In dieser Funktion drängte er den jüdischen Direktor und Mitglied des Vorstandes Franz Ottenstein, Sohn des Firmengründers Max Ottenstein, aus seinen Ämtern.
Danach war er ab 1935 Leiter von Filialen der Dresdner Bank zunächst in Deutschland und ab 1938 in Reichenberg im besetzten Sudetenland, dort ab 1939 Gebietsdirektor. 1939 wurde er Vorstandsmitglied der Böhmischen Escompte-Bank (BEBCA) in der besetzten Tschechoslowakei.
Er organisierte 1938 die Übernahme der Filialen in den sudetendeutschen Gebieten durch die Dresdner Bank, unter deren maßgeblichem Einfluss die BEBCA ab März 1939 in eine deutsche Bank umgewandelt wurde. Die Bank war in der Folgezeit ein Instrument der deutschen Wirtschaftsinteressen im Protektorat vor allem bei „Arisierungsvorgängen“ und bei der Förderung deutscher Industrieunternehmen.
Im Reichsprotektorat Böhmen und Mähren wurde er auch stellvertretender Vorsitzender des Verwaltungsrates von Škoda in Pilsen. In Ungarn wurde er Präsident der „Ungarische Blechemballagenwerke AG“ in Győr.

## Filme
- Menschliches Versagen – Dokumentation, Deutschland 2008, 90 Minuten, Regie: Michael Verhoeven. Verhoevens Film zeigt das Arisierungsverbrechen in vielfältigen Formen von den Anfängen anhand der Steuerakten der Betroffenen bis zu den Abtransporten z. B. nach Kaunas und Theresienstadt mitten in einer ansonsten scheinbar „normalen“ Gesellschaft. Es werden personelle Kontinuitäten der Handelnden und die Forschungsansätze in den freigegebenen Aktenbeständen der Finanzverwaltung gezeigt.[74][75]

### Gesamtdarstellungen
- Götz Aly: Hitlers Volksstaat. Raub, Rassenkrieg und nationaler Sozialismus. Fischer, Frankfurt am Main 2005, ISBN 3-10-000420-5.
- Götz Aly: Volk ohne Mitte. Die Deutschen zwischen Freiheitsangst und Kollektivismus. S. Fischer, Frankfurt am Main 2015, ISBN 978-3-10-000427-7. (Über millionenfaches Mitläufertum bei der Arisierung und den Massencharakter des Nationalsozialismus.)
- Avraham Barkai: Vom Boykott zur „Entjudung“. Der wirtschaftliche Existenzkampf der Juden im Dritten Reich 1933–1943. Fischer-Taschenbuch-Verlag, Frankfurt am Main 1988, ISBN 3-596-24368-8.
- Helmut Genschel: Die Verdrängung der Juden aus der Wirtschaft im Dritten Reich. (= Göttinger Bausteine zur Geschichtswissenschaft. 38). Musterschmidt, Göttingen u. a. 1966. (Zugleich Dissertation an der Universität Göttingen 1963)
- Constantin Goschler, Philip Ther (Hrsg.): Raub und Restitution. „Arisierung“ und Rückerstattung des jüdischen Eigentums in Europa (= Die Zeit des Nationalsozialismus. Nr. 15738). Fischer-Taschenbuch-Verlag, Frankfurt am Main 2003, ISBN 3-596-15738-2.
- Harold James: Die Deutsche Bank und die „Arisierung“. Beck, München 2001, ISBN 3-406-47192-7.
- Martin Jungius: Der verwaltete Raub. Die „Arisierung“ der Wirtschaft in Frankreich 1940 bis 1944. (= Beihefte der Francia. Band 67). Thorbecke, Ostfildern 2008, ISBN 978-3-7995-7292-7. (zugleich Dissertation an der Universität Konstanz 2005)
- Helen B. Junz, Oliver Rathkolb u. a.: Das Vermögen der jüdischen Bevölkerung Österreichs. NS-Raub und Restitution nach 1945. (= Veröffentlichungen der Österreichischen Historikerkommission. Vermögensentzug während der NS-Zeit sowie Rückstellungen und Entschädigungen seit 1945 in Österreich. 9). Verlag R. Oldenbourg, München 2004, ISBN 3-486-56770-5. (Zur Methode: Aus den im Österreichischen Staatsarchiv liegenden rund 60.000 Vermögensanmeldungen wurde eine repräsentative Stichprobe gezogen. Die Angaben wurden durch Informationen über Rückstellung bzw. Entschädigung aus den Nachkriegsunterlagen – soweit vorhanden – erweitert und in einer Datenbank erfasst.)
- Ingo Köhler: Die „Arisierung“ der Privatbanken im Dritten Reich. Verdrängung, Ausschaltung und die Frage der Wiedergutmachung. (= Schriftenreihe zur Zeitschrift für Unternehmensgeschichte. 14). Beck, München 2005, ISBN 3-406-53200-4. (Zugleich Dissertation an der Universität Bochum 2003)
- Joel Levi: Die Arisierung jüdischer Anwaltskanzleien. In: Anwälte und ihre Geschichte : zum 140. Gründungsjahr des Deutschen Anwaltvereins. Mohr Siebeck, Tübingen 2011, ISBN 978-3-16-150757-1, S. 305–314.
- Johannes Ludwig: Boykott, Enteignung, Mord. Die „Entjudung“ der deutschen Wirtschaft. Überarbeitete Neuausgabe. Piper, München/Zürich 1992, ISBN 3-492-11580-2.
- Melissa Müller, Monika Tatzkow: Verlorene Bilder, verlorene Leben. Jüdische Sammler und was aus ihren Kunstwerken wurde. Sandmann, München 2009, ISBN 978-3-938045-30-5.
- Werner Schroeder: Die „Arisierung“ jüdischer Antiquariate zwischen 1933 und 1942. In: Aus dem Antiquariat. Teil 1: NF 7, Nr. 5, 2009, ISSN 0343-186X, S. 295–320; Teil 2: Nr. 6, 2009, S. 359–386.
- Dirk Schuster: „Entjudung“ als göttliche Aufgabe – Die Kirchenbewegung Deutsche Christen und das Eisenacher Entjudungsinstitut im Kontext der nationalsozialistischen Politik gegen Juden. In: Schweizerische Zeitschrift für Religions- und Kulturgeschichte. Band 106, 2012, S. 241 bis 255.
- Peter Melichar: Unternehmer im Nationalsozialismus. Zur sozialen Funktion der Arisierung. In: Österreich in Geschichte und Literatur. 2/2016, S. 197–211.
- Irmtrud Wojak, Peter Hayes (Hrsg.): „Arisierung“ im Nationalsozialismus: Volksgemeinschaft, Raub und Gedächtnis. Frankfurt am Main 2000, ISBN 3-593-36494-8.

### Einzelne Orte oder Regionen
- Frank Bajohr: „Arisierung“ in Hamburg. Die Verdrängung der jüdischen Unternehmer 1933–1945. Christians, Hamburg 1997, ISBN 3-7672-1302-8. (Zugleich Dissertation an der Universität Hamburg 1996/97)
- Hanno Balz: Die „Arisierung“ von jüdischem Haus- und Grundbesitz in Bremen. Edition Temmen, Bremen 2004, ISBN 3-86108-689-1.
- Gerhard Baumgartner, Historikerkommission der Republik Österreich: „Arisierungen“, beschlagnahmte Vermögen, Rückstellungen und Entschädigungen im Burgenland. (= Veröffentlichungen der Österreichischen Historikerkommission: Vermögensentzug während der NS-Zeit sowie Rückstellungen und Entschädigungen seit 1945 in Österreich. Band 17). Oldenbourg, 2004, ISBN 3-486-56781-0.
- Christof Biggeleben, Beate Schreiber, Kilian J. L. Steiner (Hrsg.): „Arisierung“ in Berlin. Metropol, Berlin 2007, ISBN 978-3-938690-55-0.[76]
- Ramona Bräu: „Arisierung“ in Breslau: Die „Entjudung“ einer deutschen Großstadt und deren Entdeckung im polnischen Erinnerungsdiskurs. VDM, Saarbrücken 2008, ISBN 978-3-8364-5958-7 (online in der Digitalen Bibliothek Thüringen).
- Axel Drecoll: Der Fiskus als Verfolger. Die steuerliche Diskriminierung der Juden in Bayern 1933–1941/42. Oldenbourg Wissenschaftsverlag, München 2009, ISBN 978-3-486-58865-1 (Volltext online verfügbar).
- Christian Faludi, Monika Gibas: Dokumentation der Beraubung – Das Forschungsprojekt „‚Arisierung‘ in Thüringen“. In: Medaon – Magazin für jüdisches Leben in Forschung und Bildung. Heft 3/2008. (PDF; 138 kB)
- Christiane Fritsche: Ausgeplündert, zurückerstattet und entschädigt – Arisierung und Wiedergutmachung in Mannheim. Regionalkultur, Mannheim 2012, ISBN 978-3-89735-772-3.
- Monika Gibas (Hrsg.): „Arisierung“ in Thüringen. Entrechtung, Enteignung und Vernichtung der jüdischen Bürger Thüringens 1933–1945. (= Quellen zur Geschichte Thüringens. 27). 2 Bände. 2. Auflage. Landeszentrale für politische Bildung Thüringen, Erfurt 2008, ISBN 978-3-937967-06-6.
- Monika Gibas (Hrsg.): „Arisierung“ in Leipzig. Annäherung an ein lange verdrängtes Kapitel der Stadtgeschichte der Jahre 1933 bis 1945. Leipziger Universitätsverlag, Leipzig 2007, ISBN 978-3-86583-142-2.
- Wilhelm Hahn: Der Kampf schleswig-holsteinischer Städte gegen die Judenemanzipation. In: ZSHG 70/71, 1943, S. 308.
- Ulrike Haerendel: Kommunale Wohnungspolitik im Dritten Reich. Siedlungsideologie, Kleinhausbau und „Wohnraumarisierung“ am Beispiel Münchens. München 1999. (zugleich Dissertation, Technische Universität München, 1996) (Volltext digital verfügbar).
- Sven Hamann: Jeder Käufer sucht möglichst günstig zu kaufen. Raub, Rückerstattung und Entschädigung jüdischen Eigentums in Schleswig-Holstein. Wachholtz, Kiel u. a. 2022, ISBN 978-3-529-05071-8.
- Matthias Henkel, Eckart Dietzfelbinger (Hrsg.): Entrechtet. Entwürdigt. Beraubt: Die Arisierung in Nürnberg und Fürth. Imhof, Petersberg 2012, ISBN 978-3-86568-871-2. (Begleitbuch zur Ausstellung im Dokumentationszentrum Reichsparteitagsgelände)
- David de Jong: Braunes Erbe. Die dunkle Geschichte der reichsten deutschen Unternehmerdynastien. Übersetzt von Michael Schickenberg und Jörn Pinnow. Kiepenheuer & Witsch, Köln 2022, ISBN 978-3-462-05228-2.
- Anne Klein, Jürgen Wilhelm: NS-Unrecht vor Kölner Gerichten nach 1945. Greven Verlag, Köln 2003, ISBN 3-7743-0338-X.
- Christoph Kreutzmüller: Ausverkauf. Die Vernichtung der jüdischen Gewerbetätigkeit in Berlin 1930–1945. Metropol, Berlin 2012, ISBN 978-3-86331-080-6.
- Jürgen Lillteicher: Rückerstattung jüdischen Vermögens in Westdeutschland nach 1945. Dissertation. 2002 Dis Lillteicher Rückerstattung (pdf).
- Jürgen Lillteicher, Constantin Goschler (Hrsg.): „Arisierung“ und Restitution. Die Rückerstattung jüdischen Eigentums in Deutschland und Österreich nach 1945 und 1989. Wallstein, Göttingen 2002, ISBN 3-89244-495-1.[77]
- Stephan Linck: Die Nordkirche und ihr Umgang mit der NS-Vergangenheit. Podcast #16 mit Stephan Linck, Kiel, 20. Januar 2022 (Alles, was Wissen schafft. Podcast der Landesvertretung Schleswig-Holstein, 40:54 Min, verfügbar als MP3-Audio-Datei sowie als Transkript).
- Ingo Loose: Kredite für NS-Verbrechen. Die deutschen Kreditinstitute in Polen und die Ausraubung der polnischen und jüdischen Bevölkerung 1939–1945. (=Studien zur Zeitgeschichte 75). Oldenbourg, München 2007, ISBN 978-3-486-58331-1 (Volltext digital verfügbar).
- Peter Melichar: Verdrängung und Expansion. Enteignungen und Rückstellung in Vorarlberg. (= Veröffentlichungen d. Öst. Historikerkommission. 19). Wien/München 2004.
- Christian Reder: Deformierte Bürgerlichkeit. Wien 2016, ISBN 978-3-85476-495-3. („Arisierungen“ in Wien)
- Walter Riccius, Jacques Russ (1867-1930), Puma-Schuh-Spur, Verlag Dr. Köster 2021 Berlin.
- Hubert Schneider: Die Entjudung des Wohnraums – Judenhäuser in Bochum / Die Geschichte der Gebäude und ihrer Bewohner. LIT Verlag, Berlin 2010, ISBN 978-3-643-10828-9.
- Tina Walzer, Stephan Templ: Unser Wien. „Arisierung“ auf österreichisch. Aufbau, Berlin 2001, ISBN 3-351-02528-9.
- Michael Weise: Kein Platz für Abraham und Mose in Gottes Haus. Die systematische 'Entjudung' der Thüringer Kirchenräume in der NS-Zeit. In: Mitteilungen zur Kirchlichen Zeitgeschichte 16 (2022), S. 11–36 (Digitalisat).

### Einzelne Firmen oder Personen
- Götz Aly, Michael Sontheimer: Fromms. Wie der jüdische Kondomfabrikant Julius F. unter die deutschen Räuber fiel. Fischer, Frankfurt am Main 2007, ISBN 978-3-10-000422-2 (Darstellung der Arisierung anhand der Kondom-Firma Fromms[78]).
- Bastian Blachut: „Arisierung“ als Geschäftsprinzip? Die Monopolisierung des deutschen Entzinnungsmarktes zwischen 1933 und 1939 durch die Th. Goldschmidt AG in Essen. Klartext, Essen 2012, ISBN 978-3-8375-0666-2.
- Peter Melichar: Neuordnung im Bankwesen. Die NS-Maßnahmen und die Problematik der Restitution. (= Veröffentlichungen d. Öst. Historikerkommission. 11). Wien, München 2004.
- Ulrike Felber, Peter Melichar, Markus Priller, Berthold Unfried, Fritz Weber: Ökonomie der Arisierung. Teil 2: Wirtschaftssektoren, Branchen, Falldarstellungen. Zwangsverkauf, Liquidierung und Restitution von Unternehmen in Österreich 1938 bis 1960. (= Veröffentlichungen d. Öst. Historikerkommission. 10/2). Wien/München 2004.
- Wilhelm Hahn: Der Kampf schleswig-holsteinischer Städte gegen die Judenemanzipation. In: ZSHG 70/71, 1943, S. 308.
- Gregor Spuhler, Ursina Jud, Peter Melichar, Daniel Wildmann: Arisierungen in Österreich und ihre Bezüge zur Schweiz. Beitrag zur Forschung. (= Veröffentlichungen der Unabhängigen Expertenkommission Schweiz – Zweiter Weltkrieg. 20). Zürich 2002.
- Jens Schnauber: Die Arisierung der Scala und Plaza. Varieté und Dresdner Bank in der NS-Zeit. Weidler, Berlin 2002, ISBN 3-89693-199-7.
- Joachim Scholtyseck: Liberale und „Arisierungen“: Einige Fallbeispiele und ein Ausblick. In: Heuss-Forum 8/2017.
- Manuel Werner: Cannstatt – Neuffen – New York. Das Schicksal einer jüdischen Familie in Württemberg. Mit den Lebenserinnerungen von Walter Marx. Sindlinger-Burchartz, Nürtingen/Frickenhausen 2005, ISBN 3-928812-38-6. (darin ausführliche Schilderung der „Arisierung“ einer Bandweberei, der Mechanismen, Vorstufen, der beteiligten Personen und Institutionen, der Wirkung auf die jüdischen Inhaber und knappe Darstellung der Rückerstattung)